# Дача «Омюр»
Дача «Омюр» — пам'ятка, пам'ятка містобудування та архітектури в місті Ялта. Садиба побудована в 1888 році архітектором К. Р. Овсяним на замовлення К. М. Іловайською.
Із жовтня 1898 року по квітень 1899 року в цьому будинку жив і працював російський письменник і драматург українського походження Антон Чехов.
У різні роки на дачі гостювали, бували з візитами, проживали відомі діячі російської культури і мистецтва: М. О. Волошин, А. М. Горький, М. П. Чехова, І. Н. Альтшуллер [Архівовано 21 жовтня 2021 у Wayback Machine.], М. Л. Оболенська, Ф. П. Орлов, [Архівовано 11 серпня 2020 у Wayback Machine.] Д. А. Уастов, Л. М. Толстой.
Із 2006 року у трьох кімнатах першого поверху розміщується експозиційний проєкт Будинку-музею А. П. Чехова в Ялті під назвою «Кримські зустрічі А. П. Чехова», потім — виставка «Чехов і Україна», із 2014 року — «Чехов і Крим». Із 2016 року відділ «Чехов і Крим» входить до складу державного «Кримського літературно-художнього меморіального музею-заповідника». Решта приміщень садиби використовуються як приватне житло.

## Історія
Особняк Іловайських побудований у 1888 році за проєктом архітектора-любителя Костянтина Романовича Вівсяного, у неоготичному стилі. За модою того часу будівля мала другу назву — її називали дачею «Омюр», що в перекладі з тюркського означає «життя». Південний фасад дачі, із родинним гербом стародавнього роду Іловайських, дивився на південь; із вікон кімнат, які займав Чехов, було видно море. З Іловайськими письменник познайомився в 1892 році, коли разом зі своїм другом, петербурзьким видавцем Олексієм Сергійовичем Суворіним, відвідав кінний завод у селі Хренове, Воронезької губернії, з метою збору пожертв для голодуючих. У цей час в Ялті вже був побудований особняк Іловайських з екзотичною назвою «Омюр».
28 жовтня 1898 Чехов пише О. С. Суворіну з Ялти:
|  | Теперь я живу на даче Иловайской. Помните Хреновое? Помните гоголевскую „Женитьбу“ с барышней Иловайской в роли невесты? Так вот я теперь живу у этих самых Иловайских. Обедаю вместе с madam, ведём разговоры о гомеопатии. Дочь уже замужем. Сам генерал на покое…. Ваш Чехов. |

Відомо, що господиня «Омюр», Капітоліна Михайлівна, прагнула створити хороші умови проживання для хворого письменника і всіляко його оберігала. Антон Павлович жартома називав її «генеральшею». Вони продовжували спілкуватися і після переїзду Чехова на «Білу дачу», у власний будинок.

## Значення в житті і творчості письменника
Зустріч із К. М. Іловайською в Ялті, її запрошення і переїзд мали для письменника доленосне значення: саме в цей період відбулися важливі зміни в його житті. На дачі «Омюр» Чехов пише 4 оповідання: «Нова дача», «У службових справах», «Випадок з практики», «Душка», а також переписує розповіді «Мешканець» і «Акцизний», тут складається задум розповіді «Дама з собачкою». А 17 грудня 1898 року Антон Павлович дізнався з телеграми артистів і режисерів Московського Художнього театру про тріумфальний успіх п'єси «Чайка» на сцені Московського художнього театру. У той же час письменник займався оформленням угоди з продажу авторських прав петербурзькому видавцеві А. Ф. Марксу і, за умовами договору, підготовкою для видавництва А. Ф. Маркса першого зібрання своїх творів.
Незабаром А. П. Чехов купує ділянку в передмісті Ялти, Аутке, де починається будівництво майбутньої «Білої дачі». Разом із сестрою Марією Павлівною та архітектором Л. [Архівовано 21 жовтня 2021 у Wayback Machine.] Н. [Архівовано 21 жовтня 2021 у Wayback Machine.] Шаповаловим [Архівовано 21 жовтня 2021 у Wayback Machine.] письменник обговорював на «Омюр» проєкт майбутнього будинку та саду. Майже кожен день він відправлявся звідси у Верхню Аутку, щоб спостерігати за будівництвом. Також у цей період Чехов купує невелику садибу в селі Кучук-Кой (суч. Бекетове) неподалік від старої дороги на Севастополь. На дачі Іловайської Антон Павлович багато займався громадською діяльністю: збирав кошти для голодуючих Самарської губернії, був обраний в опікунську раду Ялтинської жіночої гімназії [Архівовано 21 жовтня 2021 у Wayback Machine.], став членом кількох благодійних товариств.

## Власники дачі «Омюр»
К. М. Іловайська була власницею «Омюр» до 1913 року. Після неї до 1922 року власником був банкір Володимир Сергійович Татищев. Потім будівлю націоналізували і повністю заселили новими мешканцями. 15 липня 1954 року, до 50-річчя від дня смерті А. П. Чехова, на фасаді особняка була встановлена меморіальна мармурова дошка, що утверджувала статус історико-культурної пам'ятки, пов'язаної з іменами А. П. Чехова, Л. М. Толстого і А. М. Горького.

## Відомі гості дачі «Омюр»
На дачі «Омюр» в березні 1899 року відбулася перша особиста зустріч А. П. Чехова з М. Горьким, потім вони зустрічалися щодня, розмовляли, здійснювали прогулянки околицями Ялти. На дачі Іловайської з Чеховим познайомився майбутній знаменитий літератор і художник М. О. Волошин. Після від'їзду Чехова, восени 1901 року у К. М. Іловайської знімала квартиру дочка Л. М. Толстого — Марія Львівна Оболенська. На початку грудня Лев Миколайович, який проживав у той період у Гаспрі, в особняку графині С. В. Паніної, відвідав дочку на дачі «Омюр» і залишався в Іловайської на тиждень. Тоді ж були зроблені фотографії письменника на балконі і з дочкою в інтер'єрах веранди А. В. Средіним. Крім того, незважаючи на погіршується здоров'я, думки Л. М. Толстого були зайняті роботою над «Хаджі Муратом», робота над яким почалася місяцями пізніше, коли до Криму прибули зошити з Ясної Поляни. Відомо, що Л. М. Толстой дзвонив Антону Павловичу в Аутку телефоном. У ті дні був зроблений знімок: Л. М. Толстой стоїть на балконі 2-го поверху дачі Іловайських.
Серед гостей Антона Павловича на дачі «Омюр» — сестра письменника, Марія Павлівна, а також вчителі Ялтинської жіночої гімназії і начальниця гімназії — Варвара Костянтинівна Харкеєвич. Відвідував письменника на «Омюр» майбутній архітектор чеховської «Білої дачі» Лев Миколайович Шаповалов, який працював у гімназії вчителем малювання. Відвідувала дачу і Віра Юхимівна Голубиніна, вчителька музики. Чехов називав її «мадам Голубчик», на музичних вечорах на дачі «Омюр» вона грала на фортепіано.
Відомо, що В. Ю. Голубиніна відкрила першу музичну школу в Ялті, а в 1909 році разом із композиторами Ц.А. Кюї та О.О. Спендіарова стала членом дирекції ялтинського відділення Імператорського Російського музичного товариства. Частою гостею була вчителька жіночої гімназії М. А. Тернівська. Вона грала і співала в особняку Іловайських на музичних вечорах, що проходили якийсь час, а іноді і подорожувала з Чеховим околицями, відвідуючи ялтинські пам'ятки.
З листа Чехова сестрі:
|  | «Я каждый день катаюсь… Бываю в Ореанде, Массандре. Катаюсь с поповной чаще, чем с другими, — и по сему случаю разговоров много, и поп наводит справки, что я за человек». |

В особняку Іловайських бував і лікар Ісаак Наумович Альтшуллер, згодом — особистий лікар письменника. Альтшуллер лікував також у Криму Льва Миколайовича Толстого. У листопаді 1898 року Чехова відвідала на дачі «Омюр» дочка І.К. Айвазовського, Жанна. Капітоліна Михайлівна була «відмінною господинею» і її музичні вечори мали успіх у місцевої інтелігенції. Їх відвідували відомі ялтинці: учитель Ф. Шаляпіна — оперний співак Дмитро Андрійович Уастов, власник книгарні «Русская избушка» Ісаак Абрамович Сінані, священик отець Сергій Щукін, а також багато ялтинських «антонівок» — шанувальниці чеховського таланту.

## Експозиція
У 2006 році після завершення ремонтно-реставраційних робіт було відкрито експозицію в особняку Іловайських. В обстановці музею — меблі 19 століття у стилі модерн, предмети інтер'єру, документи, картини з основних фондів музею, у 2015 році — експозиційний проєкт «Чехов і Крим».

У травні 2019 року в будівлі музею відкрилася тематична виставка «Гості дачі Омюр». Унікальна експозиція присвячена знаменитим гостям Антона Чехова, що відвідували його на дачі «Омюр». Саме в цей період він пише розповіді «Нова дача», «Душка», тут у нього виникає і формується задум відомого оповідання «Дама з собачкою».

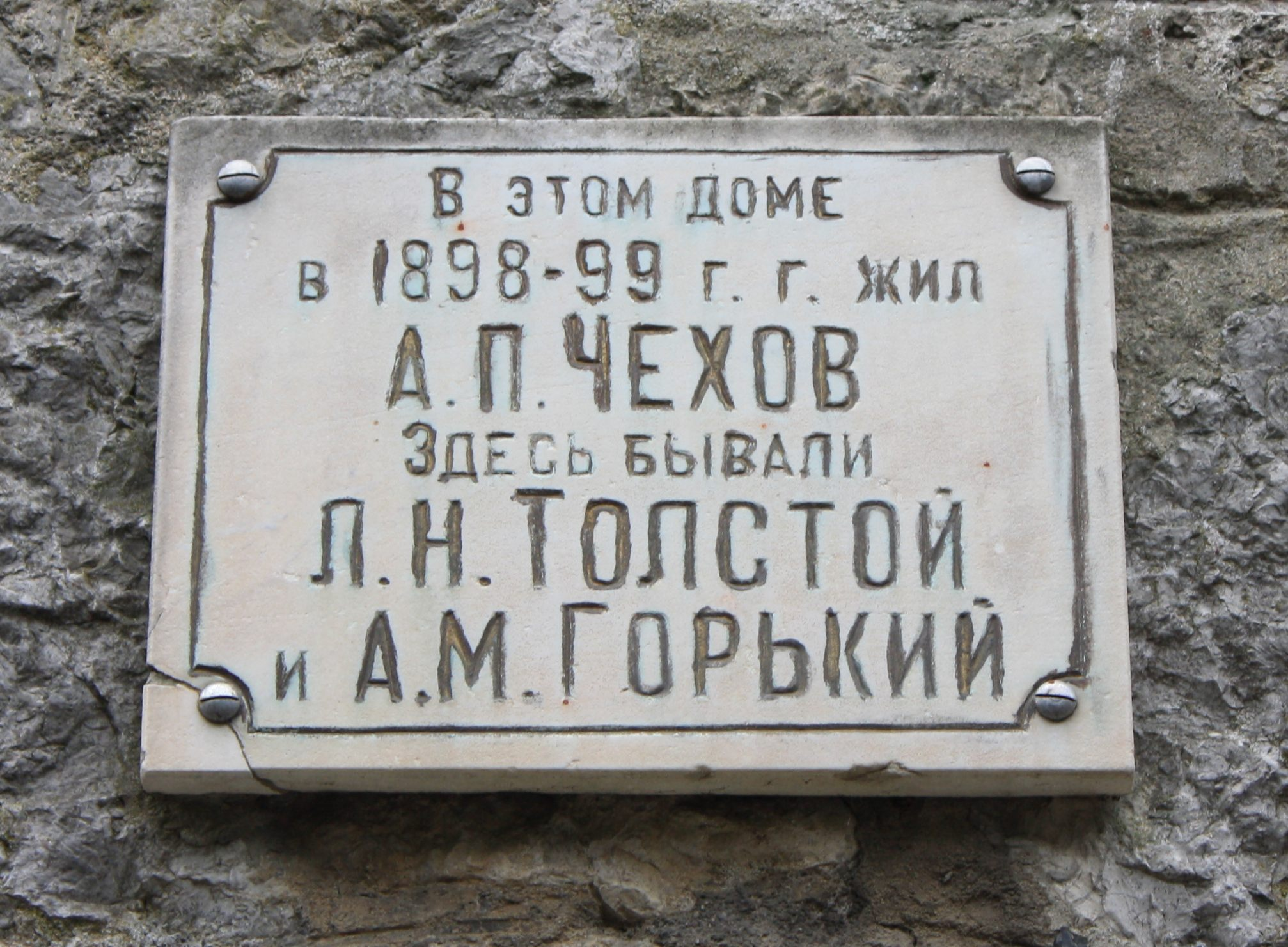
Пам'ятна дошка на стіні будівлі
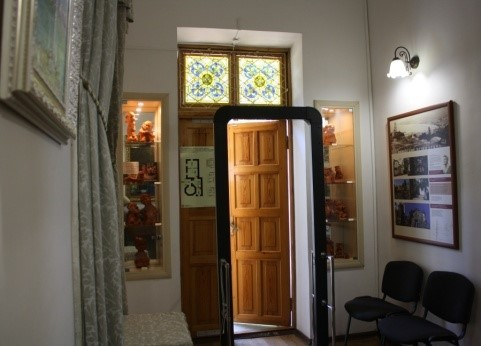
Перша кімната музею
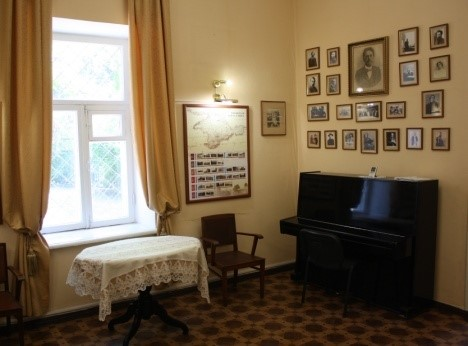
Друга кімната - колаж над піаніно
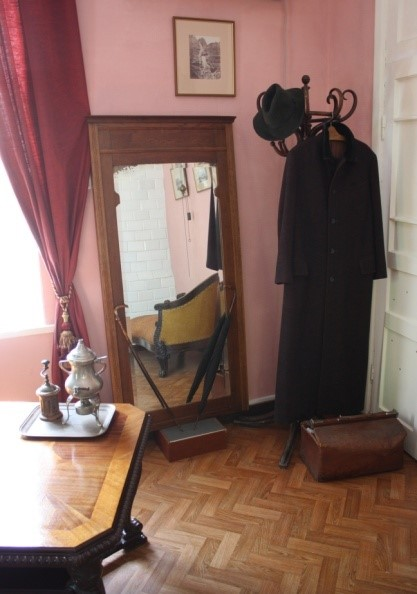
меморіальна кімната

## У літературі
Вважається, що особняк Іловайських описаний в оповіданні А. П. Чехова «Нова дача», а в «самому ялтинському» оповіданні «Дама з собачкою» знайшли згадку поїздки письменника околицями Ялти з вчителькою гімназії Надією Тернівської, дочкою ялтинського священика.